# Atys jeffreysi
Atys jeffreysi is een slakkensoort uit de familie van de Haminoeidae. De wetenschappelijke naam van de soort is voor het eerst geldig gepubliceerd in 1866 door Weinkauff.